# Clostridium argentinense
Clostridium argentinense è una specie di batterio appartenente alla famiglia delle Clostridiaceae.